# Stołążek (przystanek kolejowy)
Stołążek – zlikwidowany przystanek kolei wąskotorowej w Stołążku, w województwie zachodniopomorskim, w Polsce.